# Pohlia debatii
Pohlia debatii là một loài Rêu trong họ Bryaceae. Loài này được (Cardot & Thér.) Broth. miêu tả khoa học đầu tiên năm 1909.